# Nissan Foria

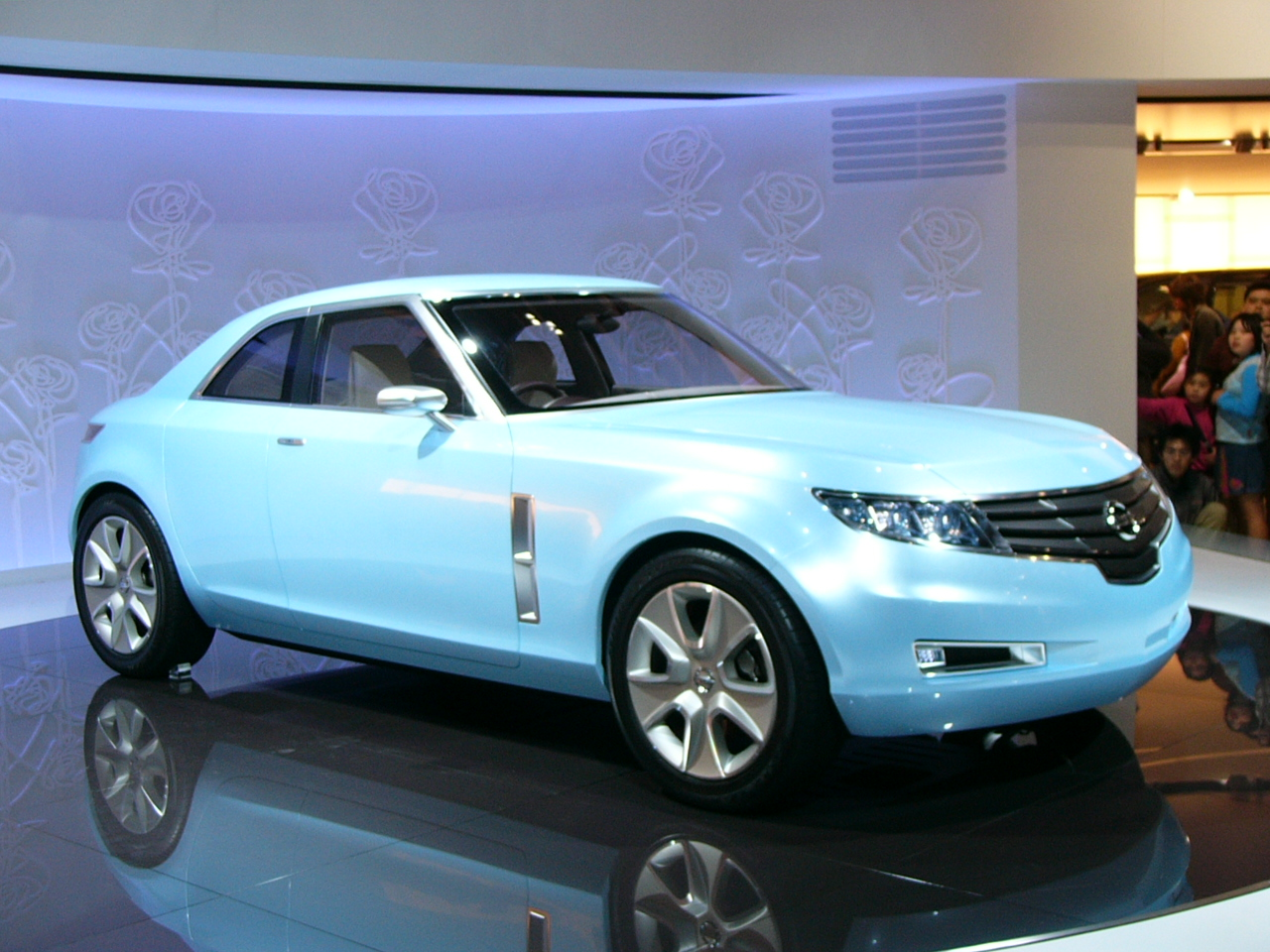

Der Nissan Foria ist ein Konzeptfahrzeug, das Nissan erstmals auf der Tokyo Motor Show 2005 vorstellte.
Es handelt sich dabei um ein kompaktes Sportcoupé, das von einem Mittelmotor angetrieben wird und ein automatisches Getriebe mit Betätigungspaddel an der Lenksäule besitzt.